# Lista do Patrimônio Mundial no Cazaquistão
A Organização das Nações Unidas para a Educação, a Ciência e a Cultura (UNESCO) propôs um plano de proteção aos bens culturais do mundo, através do Comité sobre a Proteção do Património Mundial Cultural e Natural, aprovado em 1972. Esta é uma lista do Patrimônio Mundial existente no Cazaquistão, especificamente classificada pela UNESCO e elaborada de acordo com dez principais critérios cujos pontos são julgados por especialistas na área. O Cazaquistão, país que concentra bens valiosos que testificam as rotas comerciais entre Europa e Oriente, ratificou a convenção em 29 de abril de 1994, tornando seus locais históricos elegíveis para inclusão na lista.
O sítio Mausoléu de Khoja Ahmed Yasawi foi o primeiro local do Cazaquistão incluído na lista do Patrimônio Mundial da UNESCO por ocasião da 27ª Sessão do Comitè do Património Mundial, realizada em Paris (França) em 2003. Desde a mais recente adesão à lista, o Cazaquistão totaliza 6 sítios classificados como Patrimônio da Humanidade, sendo 3 deles de classificação Cultural e os 3 demais de classificação Natural. O Cazaquistão compartilha três sítios com outros países: Rotas da Seda (com China e Quirguistão), Tian Shan (com Usbequistão) e Desertos invernais frios de Turan (com Turquemenistão e Usbequistão).

## Bens culturais e naturais
O Cazaquistão conta atualmente com os seguintes lugares declarados como Patrimônio da Humanidade pela UNESCO:
| | Mausoléu de Khoja Ahmed Yasawi |
| Bem cultural inscrito em 2003. |                                |
| Localização: Cazaquistão do Sul |                                |
| Este mausoléu está localizado na cidade de Yasi, hoje chamado Turquestão, e foi construído entre 1389 e 1405, na época de Tamerlane. Neste edifício, que permaneceu parcialmente inacabado, os mestres construtores persas experimentaram novas soluções estruturais e arquitetônicas que mais tarde seriam usadas na construção de Samarkand, a capital do Império Timurid. É uma das construções mais monumentais e mais bem preservadas da era Timurid. (UNESCO/BPI) |                                |

| | Petróglifos da Paisagem Arqueológica de Tamgaly |
| Bem cultural inscrito em 2004. |                                                 |
| Localização: Almaty |                                                 |
| Nas proximidades do Desfiladeiro de Tamgaly – onde a vegetação relativamente frondosa cresce em comparação com a das vastas e áridas Montanhas Chu-Ili, nas quais é encathed – há um conjunto notável de 5.000 petroglifos. A primeira data do segundo milênio a.C. e a última do início do século XX. Eles são distribuídos em 48 locais, onde há vestígios de assentamentos humanos e locais funerários que constituem um testemunho dos tipos de gado praticados por povos dedicados ao pasto, bem como seus modos de organização social e ritos religiosos. Os vestígios dos assentamentos humanos apresentam uma estratificação em múltiplas camadas que atestam a ocupação do território ao longo das diferentes eras da humanidade. Numerosos locais funerários também foram encontrados com cercas em forma de peito, ou câmaras feitas de sables, datando de meados da Idade do Bronze, bem como tumbas cobertas por kurgans, montes funerários construídos com pedras e terra. A concentração mais densa de petroglifos ocorre na parte central do desfiladeiro, onde também há vestígios de supostos altares que, aparentemente, serviram para oferecer sacrifícios. (UNESCO/BPI) |                                                 |

| | Saryarqa — Estepes e Lagos do Cazaquistão Setentrional |
| Bem natural inscrito em 2008. |                                                        |
| Localização: Qostanay / Aqmola |                                                        |
| Este local compreende duas áreas protegidas totalizando uma área de 450.344 hectares: a Reserva Natural do Estado de Naurzum e a Reserva Natural do Estado de Korgalzhyn. Ambas as reservas têm áreas úmidas de grande importância para algumas aves aquáticas migratórias, como o guindaste branco da Sibéria – uma espécie extremamente rara – o pelicano dálmata e a águia de Pallas, entre muitas outras. Essas zonas úmidas são uma encruzilhada e uma escala de fundamental importância na rota migratória seguida na Ásia Central por aves da África, Europa e Sul da Ásia, que estão indo em direção a seus criadouros localizados no leste e oeste da Sibéria. Os 200.000 hectares de estepe característicos da Ásia Central que compreende este local abrigam mais da metade da flora de estepes de toda a região, bem como algumas espécies de aves ameaçadas e o antílope saiga. Este mamífero ameaçado de extinção já foi muito abundante, mas sua população foi reduzida em proporções muito consideráveis por causa da caça ilegal. O local também possui dois conjuntos de lagos de água doce e água salgada localizados na bacia hidrográfica entre rios que fluem para o Ártico ao norte e para as bacias do Mar de Aral e rio Irtich ao sul. (UNESCO/BPI) |                                                        |

| | Rotas da Seda: a rede de rotas do corredor Chang'an–Tianshan |
| Bem cultural inscrito em 2014. |                                                              |
| Este bem é compartilhado com: China e Quirguistão. |                                                              |
| Localização: Almaty / Jambyl |                                                              |
| Este local cobre um trecho de 5.000 quilômetros da grande rede rodoviária da Rota da Seda que vai de Chang'an/Luoyang, a principal capital da China durante o reinado das dinastias Han e Tang, até a região de Zhetysu, na Ásia Central. A rota Tian-shan, que foi configurada entre os séculos II a.C.C e I AD.C., foi utilizada até o século XVI e serviu para estabelecer um elo entre inúmeras civilizações e promover intercâmbios de práticas comerciais, crenças religiosas, conhecimento científico, inovações técnicas, usos culturais e expressões artísticas. Os 33 componentes do local compreendem capitais, complexos palacianos de vários impérios e canatos, assentamentos mercantes, templos trogloditas budistas, trilhas antigas, postais, passagens de montanha, torres de batalha, trechos da Grande Muralha, fortificações, túmulos e edifícios religiosos. (UNESCO/BPI) |                                                              |

| | Tian Shan Ocidental |
| Bem natural inscrito em 2016. |                     |
| Este bem é compartilhado com: Quirguistão e Uzbequistão. |                     |
| Localização: Cazaquistão do Sul |                     |
| Este sítio transnacional da Ásia Central está localizado na cordilheira Tien-Shan, uma das sete maiores do mundo. Os diferentes elementos de seu sistema montanhoso têm altitudes que variam entre 700 e 4.503 metros. É um local com uma grande diversidade de paisagens que abrigam uma biodiversidade excepcionalmente rica. A região ocidental de Tien-Shan é importante globalmente como um centro de origem para várias espécies de árvores frutíferas cultivadas, bem como por sua grande diversidade de tipos florestais e associações de plantas únicas. Este sítio transnacional da Ásia Central está localizado na cordilheira Tien-Shan, uma das sete maiores do mundo. Os diferentes elementos de seu sistema montanhoso têm altitudes que variam entre 700 e 4.503 metros. É um local com uma grande diversidade de paisagens que abrigam uma biodiversidade excepcionalmente rica. A região ocidental de Tien-Shan é importante globalmente como um centro de origem para várias espécies de árvores frutíferas cultivadas, bem como por sua grande diversidade de tipos florestais e associações de plantas únicas. (UNESCO/BPI) |                     |

| | Desertos invernais frios de Turan |
| Bem natural inscrito em 2023. |                                   |
| Localização: Almati |                                   |
| Este bem é compartilhado com: Turquemenistão e Uzbequistão. |                                   |
| Esta propriedade transnacional compreende catorze partes componentes encontradas ao longo das regiões áridas da zona temperada da Ásia Central entre o Mar Cáspio e as altas montanhas turanianas. A área está sujeita a condições climáticas extremas com invernos rigorosos e verões intensos, e apresenta uma fauna e flora excepcionalmente diversa que se adaptou às condições difíceis. A propriedade também representa uma considerável diversidade de ecossistemas de deserto, abrangendo uma distância de mais de 1.500 quilômetros de leste a oeste. Cada um dos sítios componentes complementa o outro em termos de biodiversidade, tipos desérticos e processos ecológicos decorrentes. (UNESCO/BPI) |                                   |

## Lista Indicativa
Em adição aos sítios inscritos na Lista do Patrimônio Mundial, os Estados-membros podem manter uma lista de sítios que pretendam nomear para a Lista de Patrimônio Mundial, sendo somente aceitas as candidaturas de locais que já constarem desta lista. Desde 2021, o Cazaquistão possui 13 locais na sua Lista Indicativa.
| Sítio                              | Imagem | Localização | Ano  | Dados UNESCO | Descrição |
| ---------------------------------- | ------ | ----------- | ---- | ------------ | --- |
| Santuário turco de Merke           |        | Jambyl      | 1998 | Misto        | A cultura material e espiritual dos turcos é expressa e incorporada nos complexos funerários e rituais de seus santuários. Eles podem ser encontrados em todas as zonas de estepe da Eurásia, sinalizando os caminhos de difusão e os estágios de formação da etnia turca. Atualmente, a maioria deles está severamente danificada pelo impacto de forças destrutivas naturais e antropogênicas. |
| Tian Shan Setentrional: Ile-Alatau |        | Almaty      | 2002 | Natural: (x) | O sítio indicado está localizado na macro-colina norte do cume Trans-Ili Alatau, que é parte da província geográfica de Tian Shan Setentrional. O complexo, por sua topologia, relaciona-se com o contraponto norte de Tian Shan. O território é peculiar de zona vertical o que originou uma grande variedade de paisagens.                                                                     |